# تانگالوی
تانگالوی (انگلیسی: Tungaloy) شرکت ماشین‌آلات ژاپنی است، که در سالر۱۹۳۴ تأسیس شد.